# テネリフェ島
テネリフェ島（テネリフェとう、Tenerife）は、大西洋にあるスペイン領カナリア諸島に属する島。面積は2,034km2、人口は899,833人（2008年）で、共にカナリア諸島内で最大である。諸島最大の都市であり、カナリア諸島自治州の州都サンタ・クルス・デ・テネリフェが島の北東部にある。この島は元々火山島であり、スペインの最高峰、テイデ山 (3,718 m) がある。 
交通手段としては、テネリフェ・ノルテ空港、テネリフェ・スール空港の2つの空港があり、フェリーも就航している。島内の主な公共交通としてバスが運行されているが、2007年にテネリフェ・トラム（路面電車）が開通した。島はカナリア諸島で最大の経済を持ち、群島のGDP（国内総生産）をリードしている。

## 歴史
15世紀まで、ヨーロッパ最古の石器文化を営むグアンチェ族（北アフリカのベルベル系の部族）が原住民として暮らしていた。
1496年、スペインのカスティーリャ王国に征服され、以降、アメリカ大陸へ横断するための重要な中継地として発展。この頃建築された王宮や教会、修道院、貴族の邸宅が世界遺産のサン・クリストバル・デ・ラ・ラグーナや、オロタバなど数々の街に残っている。
ヨーロッパよりいち早く新大陸の物品や文化が入った。その時持ちこまれた物で、スペイン本土には現存しない作物や戦利品、建築様式が残り、独特の文化が根付いている。
1832年1月6日、ダーウィンが乗ったビーグル号がやってきた。しかし、コレラを恐れた当局が上陸を禁じた。
近代では1852年フリーポート宣言をし、関税免除の自由貿易港として栄えた。1800年代後半には豪華ホテルが建設され始め、現在のようなリゾート地になった。
1977年3月27日に、テネリフェ島のロス・ロデオス空港でテネリフェ空港ジャンボ機衝突事故が発生した。滑走路上で2機のボーイング747型機同士が衝突し、両機の乗客乗員644人のうち583人が死亡した。死者数においては、アメリカ同時多発テロ事件を除けば、史上最悪の航空事故である。
2023年8月、島が熱波に見舞われる。同月15日、島北東部の渓谷で山火事が発生。制御不能になる規模に延焼したことから、同月17日には住民3000人が避難を行った

## 気候
1年を通して比較的温暖な気候である。そのため、ドイツ人が多く訪れるリゾート地である（空港や博物館にはドイツ語の案内が多数見られる）。
| 気象データ    | 1月  | 2月  | 3月  | 4月  | 5月  | 6月  | 7月  | 8月  | 9月  | 10月 | 11月 | 12月 |
| Ø 日照時間/日 | 5,9  | 6,6  | 7,1  | 7,7  | 8,8  | 9,8  | 10,6 | 9,8  | 8,5  | 6,9  | 5,9  | 5,5  |
| 大気温度 (°C) | 17,9 | 17,9 | 18,6 | 19,0 | 20,4 | 22,2 | 24,3 | 25,0 | 24,3 | 22,8 | 20,6 | 18,7 |
| 水温 (°C)     | 19   | 18   | 18   | 18   | 19   | 20   | 21   | 22   | 23   | 23   | 21   | 20   |
| 降水量/日     | 5    | 5    | 5    | 3    | 1    | 0    | 0    | 1    | 1    | 3    | 5    | 6    |

## 主な観光地

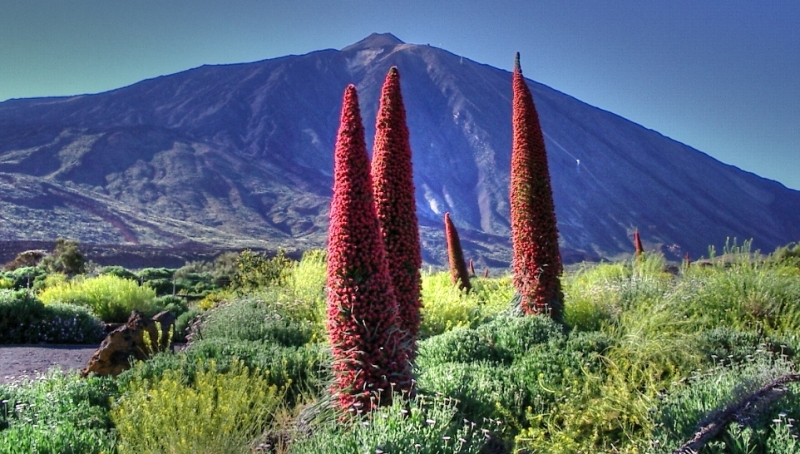
テネリフェ島にはスペイン国内の最高峰・テイデ山を擁する

美しい自然が島じゅうにあふれており、観光地としての産業も発達している。
- サン・クリストバル・デ・ラ・ラグーナ - スペインが大航海時代に築いた美しい都市。ラ・ラグーナと呼ばれることが多い。世界遺産に登録されている。
- テイデ山 - スペイン国内最高峰（3718m）。これも世界遺産に登録されている。
- 聖体祭とサン・イシドロの巡礼 - 19世紀発祥の祭りで、式典は歴史地区の通りに自然の花のカーペットを敷き詰めることから始まる。巡礼は市の守護聖人と聖女であるサン・イシドロとサンタ・マリア・デ・ラ・カベサの像を信者達が担いで行進で、両聖者に産物と土地の捧げ物をする[4]。

## テネリフェ島出身の著名人物
- セルヒオ・ロドリゲス - バスケットボール選手(NBA選手)。
- オスカー・ドミンゲス - シュルレアリスムに属する画家・美術家。
- ジョゼ・デ・アンシエタ - 16世紀のイエズス会の宣教師。 カトリック教会の聖人。
- ペドロ・ロドリゲス -SSラツィオに所属するサッカー選手。SSラツィオ
- マリア・デ・レオン・ベジョ・イ・デルガド - ローマ・カトリック教会の神秘家。
- ペトロ・ド・ベタンクール - 17世紀のフランシスコ会の宣教師。 カトリック教会の聖人。
- アマロ・ロドリゲス・フェリペ - 海賊の黄金時代における最も有名な海賊の一人。

## 映像
- BS TBS2019年4月21日放映　世界遺産「巨大カルデラ！スペイン」